# Dies nefastus
An den in den Fasti des römischen Kalenders mit N bezeichneten dies nefasti (etwa ‚Unheilstage‘) konnten im Gegensatz zu den Dies fasti keine Rechtsfälle an den Prätor eingereicht und verhandelt werden. Laufende und schon eingereichte Verfahren waren an den N-Tagen von der Nefas-Regelung nicht betroffen. Insofern erfüllten die dies nefasti (zu lateinisch „nefāstus“ profan, unheilvoll, böse, gottlos) nicht den Feriae-Charakter.
Verstöße gegen diese Regelung konnten bei vorsätzlicher Zuwiderhandlung schwerwiegende Folgen für den Prätor haben. Daneben scheinen unbeabsichtigte Verstöße mit sakralen Sanktionen verbunden gewesen zu sein; so brachte beispielsweise der Prätor bei Nichtbeachtung ein Sühneopfer (piacularis hostia) dar, das jedoch bei Vorsatz entfiel, da eine derartige Tat „unsühnbar“ war und dem Prätor die Amtsführung entzogen werden konnte, falls eine Klageeinreichung (Rechtswesen im antiken Rom) gegen sein Verhalten folgte. Den beteiligten Parteien erwuchs aus dem Verstoß des Prätors jedoch kein rechtlicher Nachteil, da der Fall als „offiziell angenommen“ bewertet wurde.